# Cornelia Pieper
Cornelia Pieper (ur. 4 lutego 1959 w Halle) – niemiecka polityk, posłanka do Bundestagu XIV, XV, XVI i XVII kadencji, wiceprzewodnicząca FDP (2005–2013), wiceminister spraw zagranicznych ds. kontaktów kulturalnych z zagranicą w rządzie Angeli Merkel (2009–2013), konsul generalny w Gdańsku (2014–2025).

## Życiorys
Po uzyskaniu matury w Halle studiowała lingwistykę teoretyczną i stosowaną na uniwersytetach w Lipsku i Warszawie. Uzyskała dyplom tłumaczki języka polskiego i rosyjskiego.
W latach 80. pracowała jako tłumaczka w turystyce i kulturze, później zatrudniona w fabryce telewizorów w Halle. W latach 1987–1990 czynna w dziale kulturalno-oświatowym okręgowej LDPD. Od 1996 pracuje jako niezależny tłumacz.
W 1990 wraz z innymi członkami LDPD przeszła do FDP, zostając członkiem zarządu regionalnego w Saksonii-Anhalt. Od 1995 była szefową regionu oraz wiceprzewodniczącą zarządu powiatowego w Halle. W 1993 znalazła się w zarządzie federalnym FDP. W latach 1997–2001 i od 2005 wiceprzewodnicząca, a w okresie 2001–2005 sekretarz generalna FDP. Wiceprzewodnicząca Grupy Liberalnych Kobiet.
Posłowała do landtagu w Halle (w latach 1990–1994 i w 2002), była jego wiceprzewodniczącą (1990–1994) i liderem frakcji FDP (2002). W 1998 po raz pierwszy uzyskała mandat posłanki do Bundestagu (rezygnacja w maju 2002 w związku z ponownym objęciem funkcji posłanki do landtagu), reelekcja w latach 2002, 2005 i 2009.
Była członkiem założycielem i przewodniczącą związanej z FDP Fundacji Erharda Hübenera w Saksonii-Anhalt. Obecnie jest członkiem jej zarządu. W 2009 została mianowana wiceministrem spraw zagranicznych w rządzie CDU–FDP ds. kontaktów kulturalnych z zagranicą. Odpowiadała również za koordynację współpracy z Polską. W latach 2014–2025 pełniła funkcję konsula generalnego Niemiec w Gdańsku.